# 和維
和維（1420年—？），字振綱，山西澤州陵川縣人，軍籍，明朝政治人物。進士出身。

## 生平
山西鄉試第二十八名。景泰二年（1451年）辛未科會試第一百七十四名，殿試登進士第二甲第四十名。景泰三年（1452年），授刑部主事。

## 家族
曾祖父和中立。祖父和好古，曾任廣平縣學教諭。父亲和琦，曾任襄陵王府教授。